# Robert Winchelsey
Robert Winchelsey, né vers 1245 à Winchelsea et mort le 11 mai 1313 à Otford, est un théologien catholique britannique, archevêque de Cantorbéry de 1293 à 1313.

## Biographie
Il étudie aux universités de Paris et d'Oxford où il va ensuite enseigner. Influencé par Thomas d'Aquin, théologien scolastique, il devient chancelier de l'Université d'Oxford avant d'être élu à Canterbury au début de 1293. Bien qu'il ait d'abord eu le soutien d'Edward I, Winchelsey en devient un adversaire. Il est encouragé par la papauté à résister aux tentatives d'Edward de taxer le clergé. Winchelsey est également un adversaire du trésorier du roi, Walter Langton (en), ainsi que d'autres membres du clergé. À une occasion, il réprimande même un abbé si sévèrement que l'abbé en a une crise cardiaque fatale.
À la suite de l'élection d'un ancien greffier royal comme pape, Clément V, en 1305, le roi peut assurer l'exil de l'archevêque. Lors de la succession du fils d'Edward, Edward II, Winchelsey est autorisé à retourner en Angleterre après que le nouveau roi a demandé au pape d'autoriser son retour. Cependant, Winchelsey rejoint les ennemis du roi et est le seul évêque à s'opposer au retour du favori du roi, Piers Gaveston. 
Il meurt le 11 mai 1313 à Otford. 